# Paisy-Cosdon
Paisy-Cosdon é uma comuna francesa na região administrativa de Grande Leste, no departamento de Aube. Estende-se por uma área de 17,84 km². Em 2010 a comuna tinha 342 habitantes (densidade: 19,2 hab./km²).